# Jason Williams (baseball)
Pour les articles homonymes, voir Williams et Jason Williams (homonymie).
Jason Williams est un joueur de baseball américain né le 18 décembre 1974 à Baton Rouge.

## Biographie
Jason Williams participe aux Jeux olympiques d'été de 1996 à Atlanta et remporte la médaille de bronze.